# All I Have
All I Have je debutové album americké R&B zpěvačky Amerie, které vyšlo 30. července 2002. V americké albové hitparádě bylo toto album v TOP 20 čtyři týdny. Získala za něj i mnoho cen včetně ocenění pro nejlepší r&b zpěvačku.

## Seznam písní
1. Why Don't We Fall in Love - 2:39
2. Talkin' To Me - 3:54
3. Nothing Like Loving You - 3:51
4. Can't Let Go - 4:21
5. Need You Tonight - 3:49
6. Got to Be There - 3:01
7. I Just Died - 3:29
8. Hatin' on You - 3:57
9. Float - 4:03
10. Show Me - 4:14
11. All I Have - 4:08
12. Outro - 1:03

## Umístění ve světě
| Hitparáda | Umístění |
| --------- | -------- |
| USA       | 9        |